# وارد مامیکونیان
وارد مامیکونیان (ارمنی: Վար Մամիկոնյան; زاده ۴۵۰ - درگذشته ۵۰۹/۵۱۴ میلادی) نجیب‌زاده ارمنی از دودمان مامیکونیان که سمت مرزبانی ارمنستان ساسانی را بین سال‌های ۵۰۵/۵۱۰ تا ۵۰۹/۵۱۴ برعهده داشت. 